# بيلي سينج
بيلي سينج (بالإنجليزية: William Edward "Billy" Sing)‏ هو عسكري أسترالي، ولد في 2 مارس 1886 في Clermont, Queensland ‏ في أستراليا، وتوفي في 19 مايو 1943 في بريزبان في أستراليا.